# Cyclosa conigera
Cyclosa conigera är en spindelart som beskrevs av F. O. Pickard-Cambridge 1904. Cyclosa conigera ingår i släktet Cyclosa och familjen hjulspindlar. Inga underarter finns listade i Catalogue of Life.